# Johnny Appleseed (película)
Johnny Appleseed, también conocido como The Legend of Johnny Appleseed, es un cortometraje musical y biográfico de animación que forma parte del largometraje Melody Time (1948). Está narrado por Dennis Day y está basado en el pionero estadounidense John Chapman, más conocido como Johnny Appleseed.

## Argumento
En 1806, Johnny Appleseed, un granjero de Pittsburgh observa con admiración como un grupo de pioneros parten hacia el Viejo Oeste. Un ángel inspira a Johnny a que abandone la granja, se dirija al oeste y plante semillas de manzana en todos los sitios a donde vaya. El ángel le dice a Johnny que tiene todo lo necesario para ir al oeste: una bolsa de semillas para plantar, una biblia y una olla que también puede usar como sombrero. En sus viajes, Johnny se hace amigo de una mofeta y desde entonces todos los animales confían en él. Después de caminar miles de kilómetros y plantar manzanos a lo largo del camino, Johnny se detiene a descansar bajo un árbol; su ángel aparece y le dice que es hora de irse. Johnny se pone de pie dándose cuenta de que está muerto, pero se rehúsa a retirarse creyendo que su trabajo todavía no está terminado. Sin embargo, el ángel le dice que en el sitio a donde van hay pocos manzanos, así que Johnny toma su bolsa de semillas y se marcha con él.

## Reparto
- Dennis Day como Johnny Appleseed/Narrador
- Dallas McKennon como el ángel de Johnny

## Lanzamiento
Johnny Appleseed fue originalmente uno de los segmentos de Melody Time, película estrenada el 27 de mayo de 1948. Más tarde el cortometraje fue incluido en el DVD Disney's American Legends, lanzado el 12 de febrero de 2002.